# David Jarolím
David Jarolím (Čáslav, República Checa, 17 de mayo de 1979) es un exfutbolista checo que jugaba en la posición de centrocampista y su último equipo fue el FK Mladá Boleslav.

## Trayectoria
Jarolím fue un centrocampista diestro de gran velocidad. Su padre, Karel Jarolím, exfutbolista internacional de Checoslovaquia, es el actual entrenador del Slavia Praga.
Empezó su carrera profesional en el Slavia Praga, equipo con el que gana una Liga y una Copa de la República Checa.
En 1997 ficha por el Bayern de Múnich. Aunque en este equipo pasa tres temporadas solo disputa un partido de liga, así que en 2000 se marcha para jugar en el FC Nürnberg.
En la temporada en la que David Jarolím aterriza el FC Nürnberg jugaba en la 2. Bundesliga, pero ese mismo año Jarolím ayuda al equipo (disputa 9 encuentros) a ascender a la máxima categoría del fútbol alemán. 
En su última temporada en el club, el jugador ve cómo el equipo, después de una discreta actuación en el campeonato, pierde la categoría. Después de confirmarse el descenso Jarolím ficha en 2003 por el Hamburgo SV.
Para la temporada 2012/13 Jarolím ficha por un año con el Évian de Francia.
Luego firmaría en lo que sería su último club el FK Mladá Boleslav de República Checa donde terminado su contrato en julio de 2014 se retira de la actividad futbolística.

## Selección nacional
Ha sido internacional con la selección de fútbol de la República Checa en 29 ocasiones y convirtió 1 gol..
Fue convocado para participar en la Eurocopa de Austria y Suiza de 2008. En esa competición jugó los tres partidos que disputó su selección, uno de ellos como titular.

### Participaciones en Copas del Mundo
| Mundial                        | Sede     | Resultado    |
| ------------------------------ | -------- | ------------ |
| Copa Mundial de Fútbol de 2006 | Alemania | Primera fase |

## Clubes
| Club                   | País            | Año       |
| ---------------------- | --------------- | --------- |
| Slavia Praga           | República Checa | 1995-1997 |
| FC Bayern de Múnich II | Alemania        | 1997-2000 |
| 1. FC Nürnberg         | Alemania        | 2000-2003 |
| Hamburgo SV            | Alemania        | 2003-2012 |
| Évian                  | Francia         | 2012      |
| Mladá Boleslav         | República Checa | 2013-2014 |

## Palmarés

### Campeonatos nacionales
| Título                      | Club                | País            | Año  |
| --------------------------- | ------------------- | --------------- | ---- |
| Gambrinus liga              | Slavia Praga        | República Checa | 1996 |
| Copa de la República Checa  | Slavia Praga        | República Checa | 1997 |
| Copa de Alemania            | FC Bayern de Múnich | Alemania        | 1998 |
| Copa de la Liga de Alemania | FC Bayern de Múnich | Alemania        | 1998 |
| 1. Bundesliga               | FC Bayern de Múnich | Alemania        | 1999 |
| Copa de la Liga de Alemania | FC Bayern de Múnich | Alemania        | 1999 |
| 1. Bundesliga               | FC Bayern de Múnich | Alemania        | 2000 |
| Copa de Alemania            | FC Bayern de Múnich | Alemania        | 2000 |
| Copa de la Liga de Alemania | FC Bayern de Múnich | Alemania        | 2000 |
| Copa de la Liga de Alemania | Hamburgo S.V.       | Alemania        | 2003 |

### Campeonatos internacionales
| Título         | Club        | País     | Año  |
| -------------- | ----------- | -------- | ---- |
| Copa Intertoto | Hamburgo SV | Alemania | 2005 |
| Copa Intertoto | Hamburgo SV | Alemania | 2007 |
| Emirates Cup   | Hamburgo SV | Alemania | 2008 |